# 艾默瑞奇·德·瓦特爾

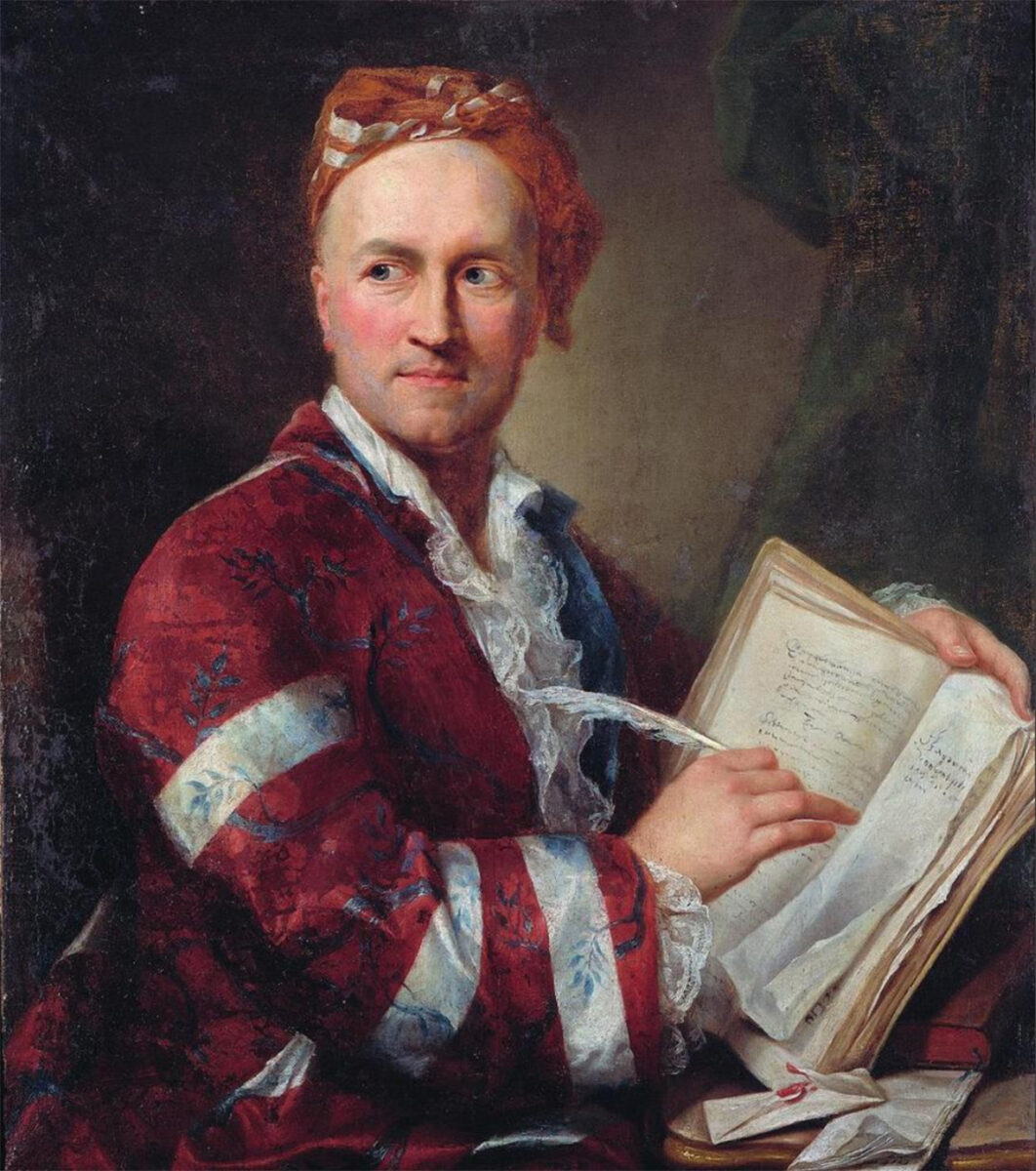
艾默瑞奇·德·瓦特爾

艾默瑞奇·德·瓦特爾（Emer (Emmerich) de Vattel，1714年4月25日—1767年12月28日）又稱滑達爾，是一名国际法律师，生于瑞士纳沙泰尔州，受格劳秀斯影响，曾著有《万国律例》（1758年）。他的作品在当时已十分有名，对美国政治家本杰明·富兰克林和乔治·华盛顿都有影响。在中国得到林则徐委托翻译和引用。也因此书，任职波兰国王奥古斯特三世宫廷。